# Катализатор (конструкторское бюро)
АО «СКТБ «Катализатор» — российское специальное конструкторско-технологическое бюро по разработке, масштабированию и производству катализаторов для нефтепереработки, нефтехимии, промышленной экологии и сероочистки, оказывающее инжиниринговое сопровождение процессов для поставляемых катализаторов. СКТБ основано в 1970 году. Расположено в Советском районе Новосибирска.

## История
В 1970 году было организовано специализированное конструкторско-технологическое бюро «Катализатор». Инициатором создания был директор Института катализа СО АН СССР Г. К. Боресков. Основной целью являлось решение проблем промышленного катализа – перехода от научной идеи к практической реализации.
Первоначально бюро начало свою деятельность на площадях Института катализа. Одновременно вблизи Новосибирского Академгородка с 1971 по 1980 гг. продолжалось строительство полного комплекса объектов СКТБ катализаторов, при этом ввод в эксплуатацию первых производственных корпусов произошёл уже в 1973 году. В 1976 году создан опытный завод мощностью 50 т/год для производства опытных партий продукции. В 1988 году начались поставки промышленных партий, мощность завода составляла 200 т/год.   
В 1994 году произошла приватизация СКТБ катализаторов и было создано акционерное общество открытого типа «Катализатор» (АООТ «Катализатор»). Мощность производства составляла 400-500 т/год.  С 1996 года предприятие реорганизовано в ОАО «Катализатор», а с 2012 года «СКТБ «Катализатор»- это акционерное общество, собственниками которого является группа физических и юридических лиц. 
В 2012 году группа компаний АО «СКТБ «Катализатор» приобрела контрольный пакет акций ЗАО «Промышленные катализаторы» (г. Рязань).
В 2014 г. в  компании была создана дирекция химического инжиниринга, которая занимается сопровождением процессов дегидрирования изобутана в кипящем слое, промышленной экологии и получения серы по методу Клауса.
В 2016 г. в компании была создана дирекция инжиниринга нефтепереработки, в компетенции которой находится инжиниринг процессов изомеризации, гидроочистки и риформинга.  
В 2018 году АО «СКТБ «Катализатор» приобрело долю в размере 51% от уставного капитала ООО «ПК Лантан» - завода по производству солей редких и редкоземельных металлов.
В 2019 году АО «СКТБ «Катализатор» приобрело 51 % акций инжиниринговой компании АО «ЭКАТ», специализирующейся на разработке и производстве экологических установок.
Сегодня в компанию входит шесть производственных площадок для полного цикла производства, суммарная производственная мощность более 11 000 тонн в год. 

## Деятельность
Предприятие разрабатывает и производит катализаторы, носители для катализаторов, сорбенты и осушители для нефтепереработки, нефтехимии, промышленной экологии и сероочистки. Компания внедрила в промышленное производство катализаторы экологического назначения, термостабильный катализатор дегидрирования углеводородов в кипящем слое для производства синтетического каучука и МТБЭ, палладиевый катализатор низкотемпературной изомеризации парафинов, алюмооксидные и титансодержащие катализаторы для извлечения серы по методу Клауса, катализатор восстановления оксидов азота для производства азотной кислоты, технологию получения сферического носителя на основе оксида алюминия методом жидкостной формовки и т.д. Организация изготавливает различные осушители органических жидкостей, промышленных газов и т. д. Предприятие оказывает инжиниринговые услуги по процессам нефтегазохимии и нефтепереработки, промышленной экологии и сероочистки, выполняет НИР /НИОКР по производимым катализаторам и обслуживаемым процессам.